# Pintor de Talía
El Pintor de Talía fue un pintor griego de vasos que trabajó en Atenas a finales del siglo VI a. C.
Fue uno de los primeros pintores de kílices de figuras rojas. Se estima que su período creativo se sitúa entre el 530 y el 520 o 510 a. C. Su nombre no ha sido transmitido, por lo que John Beazley, que reconoció y definió su firma artística dentro del gran cuerpo de cerámica pintada antigua que se ha transmitido, lo distinguió con un nombre convenido. Recibió este nombre de su vaso epónimo en la Antikensammlung Berlin. Se considera su mejor obra y muestra en el tondo (círculo interior) de la copa una orgía de dos hombres y dos heteras.  Varias de sus escenas se encuentran en vasos firmados por el alfarero Cacrilión, y también trabajó con el maestro pintor Olto. El propio Pintor de Talía está considerado como un pintor de segunda categoría en el mejor de los casos. Sus habilidades cualitativas se evalúan de forma diferente en la investigación. John Boardman, por ejemplo, lo considera un buen artista, mientras que Martin Robertson, aparte del vaso de Berlín, clasifica el trabajo del pintor como bastante pobre.
En el kílix de Berlín, el pintor de Talía también tiene un cuidado especial y crea, por ejemplo, los rizos del pelo de sus figuras en relieve, diferenciándolos así del fondo liso de la copa. Beazley incluso acerca esta, la  mejor obra del pintor, a la similitud artística de las obras de Eufronio, quien junto con sus compañeros del Grupo pionero de la época exploraba las posibilidades del aún nuevo estilo en vasos más grandes.
Del pintor de Pitino, conocido durante mucho tiempo por un único pero destacado vaso en Berlín, se encontró mucho tiempo después una segunda copa fragmentada y firmada, que en su diseño recuerda mucho al pintor de Talía. John Beazley declaró que sin la firma no habría hecho una conexión entre las dos obras de Pitino. Sin embargo, en su primera edición de sus Attic Red-Figure Vase-Painters, publicada en 1942, ya había establecido una conexión entre la entonces única copa conocida de Pitino y algunas de las obras del pintor de Talía. No obstante, se abstuvo de definir a ambos como un solo artista. Que el pintor de Talía y Pitino fueran la misma persona es, sin embargo, posible.